# Georgin (entreprise)
Georgin (Régulateurs Georgin) est une entreprise française spécialisée dans les domaines de l'instrumentation industrielle et du conditionnement de signaux, plus particulièrement pour les zones ATEX.
Créée en 1939, la société est située au sud de Paris (à Châtillon). L’entreprise conçoit, fabrique et commercialise des appareils de mesure, de protection ainsi que des conditionneurs de signaux.

## Historique
La société Régulateurs Georgin a été fondée le 21 décembre 1939 par Marcel Georgin. L'entreprise crée en 1969 le département "Physique", qui est dédié à la mesure et au contrôle. En 1970, le département "Physelec" est créé, il est spécialisé dans la sécurité intrinsèque.